# Cycle Collstrop
Cycle Collstrop (COS) är ett cykelstall, registrerat i Sverige, som tillhörde UCI Professional Continental under säsongen 2008. Sponsorn Collstrop är framställaren av trädgårdsvirke i främst Belgien.
Ledare över stallet var Jacques Hanegraaf. Hilaire Van Der Schueren, Michel Lafis och Phillip Roodhooft jobbade som sportdirektörer.
Stallet startades 2006, som Unibet.com Cycling Team, och var en fortsättning på det belgiska cykelstallet, MrBookmaker.com. Under 2007 var laget en del av UCI ProTour då de fick ta över Phonak Hearing Systems plats i ProTour. Huvudsponsor var det svenskägda spelbolaget Unibet.
Trots att stallet tillhörde UCI ProTour år 2007 hade stallet ändå problem att få delta i de tävlingar de skulle få köra. I Paris-Nice fick de inte starta eftersom sponsorn tillhörde ett spelbolag. Fransk lag sa nämligen att inget spelbolag, förutom Française des Jeux och PMU, får delta i franska cykeltävlingar. Stallet fick dock tävla i GP d'Ouverture La Marseillaise och Etoile de Bessèges med tröjor som dolde sponsorn. 
Inte heller i Tirreno-Adriatico fick stallet delta eftersom italiensk spellagar ville ha en speciallicens från Unibet. 
De fick inte heller köra Giro d'Italia 2007, Tour de France 2007 eller Vuelta a España, vilket de skulle ha gjort eftersom de var med i UCI ProTour.
Efter alla stallets problem bestämde sig sponsorn Unibet för att lämna cykelsporten. Beslutet betydde att stallet lade ner sin verksamhet i slutet av 2007. Ett nytt stall vid namn Cycle Collstrop ersatte Unibet.com Cycling Team som stall i början av 2008. Stallet hade vid tillfället förlorat sina mest kända och mest framgångsrika cyklister och blev därför utsett till ett Professional Continental-stall. När stallet hade fått status som ett Professional Continental anställde man också cyklisterna Steffen Wesemann, David Kopp och Bastiaan Giling.
Stallet fick ett ProTour wildcard, vilket innebar att de kunde få inbjudningar till UCI ProTour tävlingar, såsom Flandern runt och Amstel Gold Race.
Under säsongen 2008 vann stallets cyklist Borut Božič etapper på Delta Tour Zeeland och Etoile de Bessèges. Han vann också det slovenska nationsmästerskapens linjelopp. Cycle Collstrops cyklist Sergej Lagutin vann det uzbekiska nationsmästerskapens linjelopp och strax därpå vann han Tour de Korea, plus en etapp, med Uzbekistan National Team. Både Borut Božič och Sergej Lagutin blev uttagna att tävla i de Olympiska sommarspelen 2008.
Cycle Collstrop lade ned sin verksamhet efter säsongen 2008 och cyklisterna var tvungna att hitta nya arbetsgivare. Borut Božič, Marco Marcato, Sergej Lagutin och Matthé Pronk valde alla att fortsätta sina karriärer i Vacansoleil Pro Cycling Team. Steffen Wesemann valde att avsluta sin karriär.

## Laget 2008
| Namn                   | Nationalitet  | Födelsedag       | Lag 2007                          |
| Borut Božič            | Slovenien     | 8 augusti 1980   | Team LPR                          |
| Tom Criel              | Belgien       | 6 juni 1983      |                                   |
| Bastiaan Giling        | Nederländerna | 4 november 1982  |                                   |
| Michał Gołaś           | Polen         | 29 april 1984    |                                   |
| Sergej Kolesnikov      | Ryssland      | 10 mars 1986     |                                   |
| David Kopp             | Tyskland      | 5 januari 1979   | Gerolsteiner                      |
| Sergej Lagutin         | Uzbekistan    | 14 januari 1981  | Navigators Insurance Cycling Team |
| Marco Marcato          | Italien       | 11 februari 1984 | Team LPR                          |
| Lucas Persson          | Sverige       | 16 mars 1984     | Unibet.com Continental            |
| Matthé Pronk           | Nederländerna | 1 juli 1974      |                                   |
| Sergej Rudaskov        | Ryssland      | 6 augusti 1984   | Nybörjare (Gavardo-Tecmor)        |
| Mirko Selvaggi         | Italien       | 11 februari 1985 | Nybörjare (Mastromarco)           |
| Raynold Smith          | Sydafrika     | 20 november 1985 | Ex-Pro (Fondas Imabo 2005)        |
| Gil Suray              | Belgien       | 29 augusti 1984  |                                   |
| Kenny Van Der Schueren | Belgien       | 20 juli 1982     | Unibet.com Continental            |
| Troels Vinther         | Danmark       | 24 februari 1987 |                                   |
| Steffen Wesemann       | Tyskland      | 11 mars 1971     | Team Wiesenhof-Felt               |